# Венді Ісагірре
Венді Магдієль Ісагірре Гонсалес (ісп. Wendy Magdiel Izaguirre Gonzalez; нар. 25 листопада 1969) — венесуельська борчиня вільного стилю, чемпіонка та триразова бронзова призерка чемпіонатів світу, чемпіонка та бронзова призерка Панамериканських чемпіонатів, чемпіонка Центральноамериканських и Карибських ігор.

## Життєпис
Боротьбою почала займатися з 1987 року.
Виступала за спортивний клуб «Estado Aragua». Тренер — Максімо Ортега.

## Спортивні результати на міжнародних змаганнях

### Виступи на Чемпіонатах світу
| Змагання                        | Збірна    | Вагова категорія          | Місце  |
| ------------------------------- | --------- | ------------------------- | ------ |
| Чемпіонат світу з боротьби 1989 | Венесуела | жіноча боротьба, до 65 кг | 5      |
| Чемпіонат світу з боротьби 1991 | Венесуела | жіноча боротьба, до 53 кг | Бронза |
| Чемпіонат світу з боротьби 1992 | Венесуела | жіноча боротьба, до 53 кг | Золото |
| Чемпіонат світу з боротьби 1993 | Венесуела | жіноча боротьба, до 53 кг | Бронза |
| Чемпіонат світу з боротьби 1995 | Венесуела | жіноча боротьба, до 53 кг | Бронза |
| Чемпіонат світу з боротьби 1997 | Венесуела | жіноча боротьба, до 62 кг | 10     |

### Виступи на Панамериканських чемпіонатах
| Змагання                                   | Збірна    | Вагова категорія          | Місце  |
| ------------------------------------------ | --------- | ------------------------- | ------ |
| Панамериканський чемпіонат з боротьби 1997 | Венесуела | жіноча боротьба, до 51 кг | Золото |
| Панамериканський чемпіонат з боротьби 1998 | Венесуела | жіноча боротьба, до 51 кг | Бронза |

### Виступи на Центральноамериканських и Карибських іграх
| Змагання                                     | Збірна    | Вагова категорія          | Місце  |
| -------------------------------------------- | --------- | ------------------------- | ------ |
| Центральноамериканські и Карибські ігри 1998 | Венесуела | жіноча боротьба, до 51 кг | Золото |